# Landeskunstgymnasium Rheinland-Pfalz
Das Landeskunstgymnasium Rheinland-Pfalz wurde 2010 eröffnet. Die Schule befindet sich in der Kreisstadt Alzey im Landkreis Alzey-Worms in Rheinhessen im südöstlichen Rheinland-Pfalz.
Aufnahmevoraussetzungen sind für die Aufnahme in die 10. Klasse neben dem Bestehen der künstlerischen Eignungsprüfung lediglich ein Versetzungsvermerk nach der 9. Klasse oder ein Versetzungsvermerk nach der 10. Klasse, wenn eine Aufnahme in die 11. Klasse angestrebt wird. Eine künstlerische Mappe mit Arbeiten soll ebenfalls vorgelegt werden.

## Besonderheiten
Das Landeskunstgymnasium Rheinland-Pfalz befindet sich mit dem Staatlichen Aufbaugymnasium Alzey unter einem Dach. Fächer wie Religion oder Französisch werden allen Schülern gemeinsam unterrichtet. So findet eine Koexistenz zweier gleichberechtigter Zweige statt. Das Landeskunstgymnasium bietet zusätzlichen Schwerpunktunterricht im Fach Kunst mit Projektwerkstätten, Arbeit mit Künstlern, Praktika im künstlerischen Bereich und Vorträgen. Rund 550 Schüler besuchen gegenwärtig die beiden Schulbereiche. Sie bieten Unterkünfte in zwei Internaten, zum Teil im Alzeyer Schloss, sowie eine eigene Küche.